# Мун Гынён
Мун Гынён (кор. 문근영; 6 мая 1987, Кванджу, Республика Корея) — южнокорейская актриса.
Начала сниматься с 12 лет. Особую популярность получила после сериала «Осень в моём сердце». Другой известный фильм с её участием — «Моя маленькая невеста».

## Благотворительность
Ведёт активную благотворительную деятельность. В 2006 году спонсировала на 200 млн вон строительство здания для бесплатных занятий для детей из бедных и неполных семей Хэнаме, с 2005 года финансирует некоммерческую организацию Morning Reading (в период с 2005 по 2007 перечислила около 80 млн вон), является крупнейшим спонсором Объединённого благотворительного фонда Кореи (пожертвовала около 850 млн вон в течение 6 лет).

## Фильмография
- 1999 — По дороге (On the Way/길 위에서)
- 2002 — Концерт Любовников (Lovers' Concerto/연애소설) сестра Чи Хван / Ji-hwan
- 2003 — История двух сестёр (A Tale of Two Sisters/장화•홍련) в роли Бэ Суён / Bae Su-yeon
- 2004 — Моя маленькая невеста (My Little Bride/어린 신부) в роли Су Боын / Suh Boeun
- 2005 — Невинные шаги (Innocent Steps/댄서의 순정) в роли Чан Джэрюн / Jang Chae-ryn
- 2006 — Любовь мне не нужна (Love Me Not/사랑따윈 필요 없어) как Рю Мин / Ryu Min
- 2015 — «Садо» (кор. 사도, Sado) как Хонгён-ванху

### Телесериалы
- 1999 — Burnt Rice Teacher and Seven Potatoes (KBS) как Хан Ми-так
- 2000 — Осень в моём сердце (KBS) — юная Юн/Чхве Юнсу
- 2001 — «Императрица Мёнсон» (англ. Empress Myeongseong) (KBS) — будущая королева Мин в детстве
- 2003 — Жена' (KBS) — Он Минджу
- 2008 — Рисующий ветер (SBS) как Син Юн Бок
- 2010 — Сестра Золушки  (KBS) — Го Ынджо/Сон Юнджо
- 2010 — Мэри, где же ты была всю ночь?  (KBS) — Ви Мэри
- 2012 — Алиса из Чхондама  (SBS, 2012) — Хан Сегён

### Театр
- 2010 - Closer как Alice

### Выступление на телевидении
- 1997 — TV Brings Love (KBS) (Lee Min-woo, Park Jae-Hong, Park Yong-woo episodes)
- 2000 — Music Camp VJ (MBC)
- 2000 — Jung Euna’s Good Morning (SBS)
- 2000 — Free Saturday: Autumn Tale Special (with Choi Woo Hyuk) (KBS)
- 2000 — Gwangju Broadcasting Station Quiz Champ: Woo-san Junior High School episode (KBC)
- 2001 — Son Chang Min & Kim Won Hee’s 3 Days of Love (iTV)
- 2003 — Fairytale World Dreams MC (KBS)
- 2004 — Golden Bell Challenge: Gwangju International High School episode (KBS)
- 2004 — Park Soo-hong & Yoon Jung-soo’s Love House: Jinju Joong-ang High School episode (MBC)
- 2005 — e-learning Championship Final guest MC (iTV)
- 2005 — Yashimanman: Innocent Steps with Park Gun-hyung (SBS)
- 2006 — Yashimanman: Love Me Not with Kim Joo-hyuk (SBS)
- 2010 — Happy Together Season 3: Cinderella’s Sister episode 142, 143(Chun Jung Myung, Taecyeon, Seowoo)(KBS2)

## Награды и номинации
- 2010 KBS Drama Awards: Top Excellent Actress Award (Cinderella’s Stepsister / Marry me! Mary)
- 2010 KBS Drama Awards: Popularity Award (Cinderella’s Stepsister / Marry me! Mary)
- 2010 KBS Drama Awards: Best Couple Award with Jang Geun Seok (Marry me! Mary)
- 2009 Seoul Drama Awards (SDA): Most Popular Female Actress Award (The Painter of the Wind)
- 2009 45th Baeksang Arts Awards: Best Leading Actress (The Painter of the Wind)
- 2008 SBS Drama Awards: Daesang Award (The Painter of the Wind)
- 2008 SBS Drama Awards: Best Couple Award with Moon Chae Won (The Painter of the Wind)
- 2008 SBS Drama Awards: Top 10 Star Award (The Painter of the Wind)
- 2008 Grime Awards: Best Female Actress Award in a TV Series (The Painter of the Wind)
- 2007 44th Daejong Film Awards: Nominated for Best Female Actress Award (Love Me Not)
- 2005 42nd Daejong Film Awards: Most Popular Female Actress Award (Innocent Steps)
- 2004 25th Blue Dragon Film Awards: Most Popular Female Actress Award (My Little Bride)
- 2004 12th Choonsa Film Awards: Best New Female Actress Award (My Little Bride)
- 2004 41st Daejong Film Awards: Best New Female Actress Award and Most Popular Female Actress Award (My Little Bride)
- 2000 KBS Drama Awards: Best Young Female Actress Award (Autumn Tale)
- 1999 Model Edubox Kone Award (에듀박스 코네스상)

## Представительство
- 2007 Ambassador for the Pink Ribbon (Breast Cancer Awareness) (2007-present)
- 2005 Ambassador for the National Election Commission
- 2004 Ambassador for the Young Voter’s Campaign
- 2004 Ambassador for the Korean e-Learning Initiative
- 2004 Ambassador for the Gwangju International Film Festival
- 2003 Ambassador for the Gwangju International Film Festival
- 2003 Ambassador for the Gwangju Kimchi Festival